# Andreas Væver
Andreas Væver er en dansk håndboldspiller der siden januar 2023 har spillet for  Aalborg Håndbold. Han har tidligere  spillet venstrefløj for Skanderborg Håndbold og KIF Kolding hvor han fra sæsonen 2017-2018 er 1.valg.